# Dylan Saint-Louis
Pour les articles homonymes, voir Saint-Louis.
Dylan Saint-Louis, né le 26 avril 1995 à Gonesse (Val-d'Oise), est un footballeur international congolais, évoluant au poste d'attaquant au Sakaryaspor.

## Carrière

### En club
Dylan Saint-Louis signe son premier contrat professionnel en juin 2015 avec l'AS Saint-Étienne. Huit mois plus tard, il est prêté à l'Évian Thonon Gaillard FC sans option d'achat pour la fin de saison. Il est de nouveau prêté, au Stade lavallois en Ligue 2 et pour un an, à la fin du mercato estival 2016. Il y effectue sa première saison aboutie au niveau professionnel.
Il s'engage le 23 août 2017 en faveur du Paris Football Club. Auteur de 3 buts au cours du mois de janvier 2018, il reçoit le trophée UNFP récompensant le meilleur joueur du mois de Ligue 2.
Le 23 juin 2019, il s'engage avec le club belge de Beerschot pour trois saisons.
Le 1 juillet 2020, Dylan Saint-Louis s'engage en faveur de l'ES Troyes AC après seulement une saison en Belgique. Dylan Saint-Louis et son club sont sacrés champions à l'issue de la saison 2020-2021 de Ligue 2 BKT.
Le 30 juillet 2021, Dylan Saint-Louis s'engage en faveur d'Hatayspor, pensionnaire de la Süper Lig Turque. Il inscrit son premier but en faveur de son nouveau club au cours d'un match contre Fenerbahçe lors de la 7ème journée de la Süper Lig. À la suite des séismes de février 2023 en Turquie, son club se retire de toute compétition et Dylan Saint-Louis prend la décision de rentrer en France.

### En sélection
En mai 2017, il est annoncé dans une liste élargie de quarante-trois joueurs dans le cadre d'un stage à Lisses avec le Congo, ainsi que sur la feuille de match qui les opposaient à la RD Congo auquel il ne prend finalement pas part à cause d'un problème de contrat avec son ancien club. Il dispute son premier match contre l'Égypte (défaite 2-1) lors des qualifications pour la Coupe du Monde 2018.

## Statistiques
| Saison                | Club                         | Championnat           | Championnat | Championnat | Coupe nationale | Coupe nationale | Coupe de la Ligue | Coupe de la Ligue | Compétition(s) continentale(s) | Compétition(s) continentale(s) | Compétition(s) continentale(s) | Total | Total |
| Saison                | Club                         | Division              | M.          | B.          | M.              | B.              | M.                | B.                | Comp.                          | M.                             | B.                             | M.    | B.    |
| 2015-2016             | AS Saint-Étienne             | Ligue 1               | -           | -           | 2               | 0               | 1                 | 0                 | C3                             | 0                              | 0                              | 3     | 0     |
| 2015-2016             | Évian Thonon Gaillard (prêt) | Ligue 2               | 6           | 1           | -               | -               | 0                 | 0                 | -                              | -                              | -                              | 6     | 1     |
| 2016-2017             | AS Saint-Étienne             | Ligue 1               | 1           | 1           | -               | -               | 0                 | 0                 | C3                             | 1                              | 0                              | 2     | 1     |
| 2016-2017             | Stade lavallois (prêt)       | Ligue 2               | 28          | 6           | 3               | 0               | 1                 | 0                 | -                              | -                              | -                              | 32    | 6     |
| 2017-2018             | Paris FC                     | Ligue 2               | 11          | 2           | 1               | 0               | 0                 | 0                 | -                              | -                              | -                              | 12    | 2     |
| 2018-2019             | Paris FC                     | Ligue 2               | 22+1        | 2           | 0               | 0               | 0                 | 0                 | -                              | -                              | -                              | 23    | 2     |
| Total sur la carrière | Total sur la carrière        | Total sur la carrière | 69          | 12          | 6               | 0               | 2                 | 0                 | -                              | 1                              | 0                              | 78    | 12    |